# گروه تیلور و فرانسیس
گروه تیلور و فرانسیس (انگلیسی: Taylor & Francis) یک شرکت بین‌المللی در انگلستان است که کتاب‌ها و ژورنال‌های دانشگاهی منتشر می‌کند و شامل بخش‌های «روتلج»، «دانشکدهٔ ۱۰۰۰» و «مطبوعات پزشکی فاخته» است. این گروه، بخشی از شرکت سهامی عام اینفورما (به انگلیسی: Informa PLC) مستقر در بریتانیا است.

## بررسی کلی

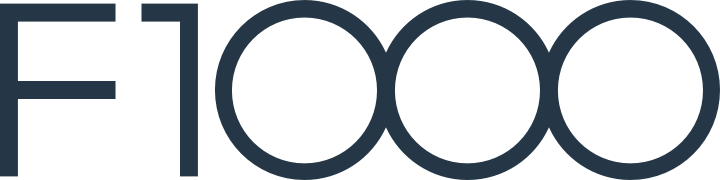
لوگوی پژوهش دانشکدهٔ ۱۰۰۰

این شرکت در سال ۱۸۵۲ زمانی که ویلیام فرانسیس به ریچارد تیلور در کسب و کار انتشاراتش پیوست، تأسیس شد. تیلور شرکت خود را در سال ۱۷۹۸ تأسیس کرده بود. موضوعات آن‌ها نیز شامل کشاورزی، شیمی، مهندسی، جغرافیا، حقوق، ریاضیات، پزشکی و علوم اجتماعی بود.
پسر فرانسیس، ریچاد تونتون فرانسیس (۱۸۸۳–۱۹۳۰) از سال ۱۹۱۷ تا ۱۹۳۰، تنها شریک این شرکت بود.
در سال ۱۹۶۵ تیلور و فرانسیس، انتشارات ویکهام (به انگلیسی: Wykeham) را راه‌اندازی و شروع به چاپ کتاب کردند. در سال ۱۹۸۸ نیز انتشارات نیمکره را تصاحب کرده و از آن پس، این شرکت به گروه تیلور و فرانسیس تغییر نام داد تا منعکس کنندهٔ تعداد روزافزون آثار چاپی باشد. در سال ۱۹۹۸ سهام گروه تیلور و فرانسیس در بورس اوراق بهادار لندن عرضه شد و در همان سال موفق شدند رقیب انتشارات دانشگاهی خود، روتلج را با قیمت ۹۰ میلیون پوند خریداری کنند. تصاحب خصمانهٔ ناشران دیگر، همچنان به عنوان استراتژی اصلی این شرکت باقی مانده است. گروه تیلور و فرانسیس در سال ۲۰۰۴، با شرکت اینفورما ادغام شد تا شرکت جدیدی به نام T&F Informa ایجاد کند که از آن زمان نیز به اینفورما تغییر نام داد. پس از ادغام، این شرکت دفتر تاریخی روتلج در خیابان فتر لین، لندن (به انگلیسی: Fetter Lane) را بست و به مقر فعلی خود در میلتون پارک، آکسفوردشر نقل مکان کرد. گروه تیلور و فرانسیس اکنون بازوی انتشارات دانشگاهی اینفورما است و ۳۰٫۲٪ از درآمد گروه و همچنین ۳۸٫۱٪ از سود تعدیل شده در سال ۲۰۱۷ را به خود اختصاص داده است.
در سال ۲۰۱۸، شرکت سهامی عام اینفورما گزارش داد که گروه تیلور و فرانسیس بیش ار ۲۷۰۰ مجله و ۷۰۰۰ کتاب در سال منتشر می‌کند، که با فهرستی از ۱۴۰٫۰۰۰ عنوان در قالب‌های چاپی و دیجیتالی موجود هستند. از روتلج برای نشر در زمینهٔ علوم انسانی، علوم اجتماعی، علوم رفتاری، حقوق و آموزش و پرورش، و همچنین از انتشارات سی‌آرسی برای نشر در زمینهٔ علوم، فناوری، مهندسی، و ریاضیات استفاده می‌کند. در سال ۲۰۱۷ این گروه، دارایی‌های خود را از یکی از شرکت‌های تابعهٔ خود به نام گارلند ساینس (به انگلیسی: Garland Science) -گروهی انتشاراتی که در توسعهٔ کتاب‌های درسی در زمینهٔ علوم زیستی تخصص داشت- به شرکت انتشاراتی دابلیو. دابلیو. نورتون اند کامپنی فروخت و برای همیشه استفاده از آن برند را متوقف کرد.
اگرچه عموماً کوچک‌ترین ناشر در بین چهار ناشرِ بزرگِ علم، فناوری، مهندسی، و ریاضیات (رید الزویر، وایلی-بلک‌ول، اشپرینگر ساینس+بیزینس مدیا و گروه تیلور و فرانسیس) در نظر گرفته می‌شود، اما ادعا می‌شود که روتلج -یکی از شرکت‌های تابعهٔ این گروه- بزرگ‌ترین ناشر دانشگاهی جهان در زمینهٔ علوم انسانی و اجتماعی است. مجلات این شرکت از ژوئن ۲۰۱۱ از طریق وب‌سایت تیلور اند فرانسیس آنلاین تحویل داده شده است؛ درحالی‌که قبل از آن از طریق اینفورما وُرلد ارائه می‌شد. هم‌اکنون نیز کتاب‌های الکترونیکی تیلور و فرانسیس از طریق وب‌سایت رسمی و جدیدشان در دسترس هستند.
این گروه عضو چند نهاد انتشاراتی حرفه‌ای از جمله انجمن ناشران علمی با دسترسی آزاد، انجمن بین‌المللی ناشران علمی، فنی و پزشکی انجمن ناشران حرفه‌ای و دانش‌آموختگان و انجمن ناشران است. در سال ۲۰۱۷ پس از چندین سال همکاری، گروه تیلور و فرانسیس، شرکت تخصصی منابع دیجیتال کلویز (به انگلیسی: colwiz) را خرید. در ژانویه ۲۰۲۰ نیز این گروه، پلت‌فرم انتشارات پژوهشی دانشکده ۱۰۰۰ را خریداری کرد.
آرم قدیمی تیلور و فرانسیس دستی را نشان می‌دهد که در یک چراغ روشن، روغن می‌ریزد و با عبارت لاتین «برای تغذیهٔ شعله (دانش)» همراه می‌شود. آرم مدرن اما یک چراغ نفتی تلطیف شده در یک دایره است.

## نگارخانه

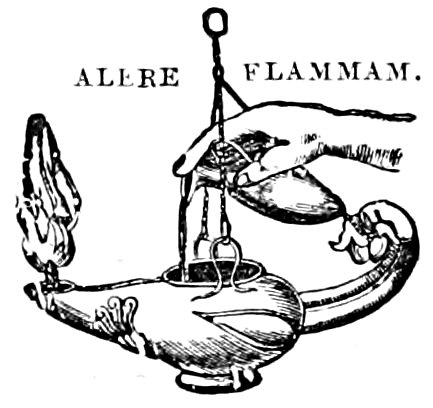
لوگوی سابق تیلور و فرانسیس، از یک نشریه چاپ ۱۹۰۰.
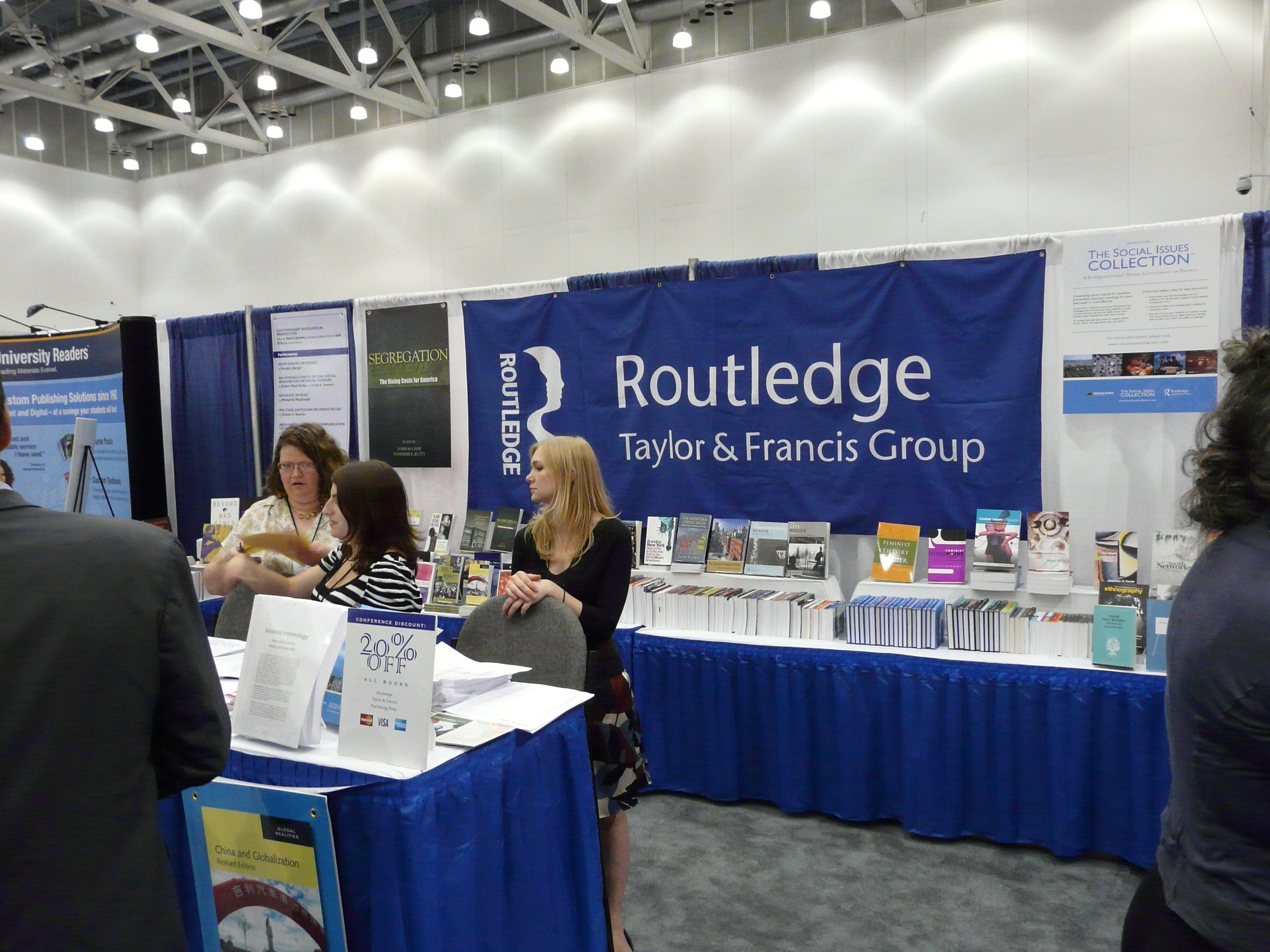
روتلج/تیلور و فرانسیس، در یک کنفرانس علمی آمریکایی، سال ۲۰۰۸.
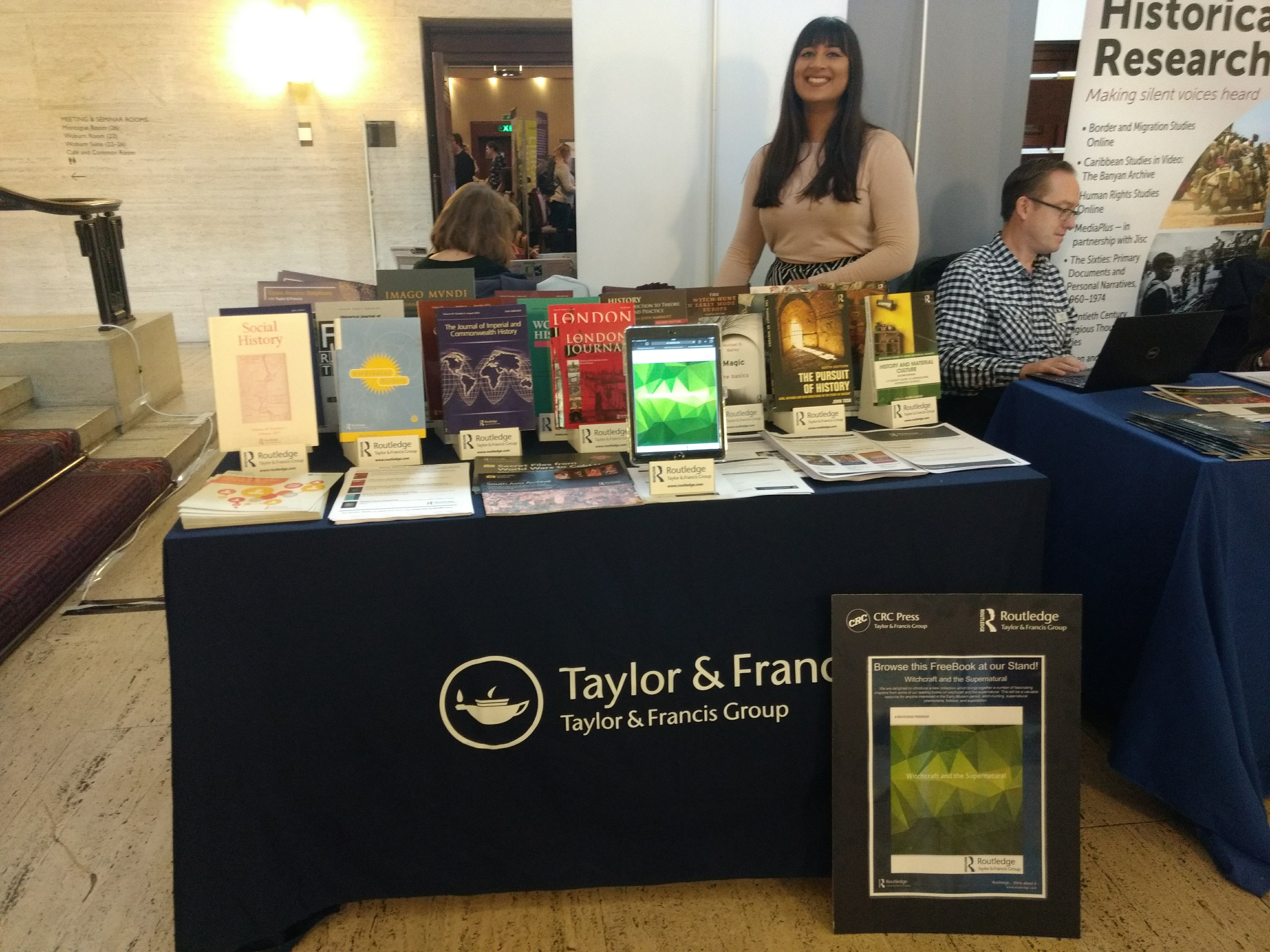
تیلور و فرانسیس در دانشگاه لندن، سال ۲۰۱۷.